# 王進 (成化戊戌進士)
王進（1445年—？），字以正，應天府上元縣人，匠籍，明朝政治人物。進士出身。

## 生平
早年出身國子生，應天府鄉試第九十八名。成化十四年（1478年）戊戌科會試第二百七十八名，殿試登進士第三甲第一百四十六名。

## 家族
曾祖父王二郎。祖父王志能。父亲王誠。母唐氏。具慶下。弟通、達。娶蔣氏。